# Balth. Blickle’s Wwe.

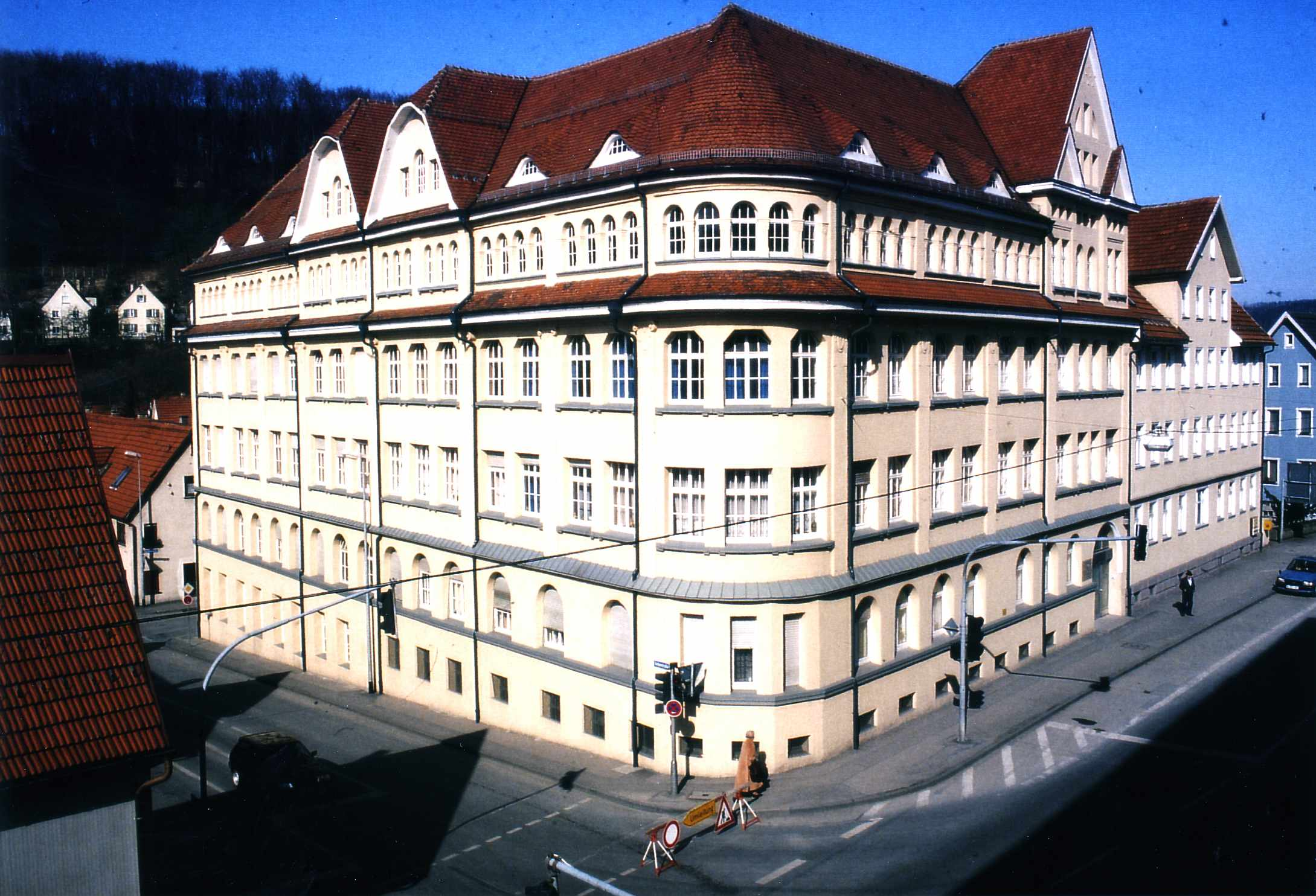
Firmensitz von Balth. Blickle’s Wwe. aus dem Jahr 1909 in der Hechinger Str. 43 in Tailfingen.

Balth. Blickle’s Wwe. war ein bekanntes Textilunternehmen in Tailfingen, heute ein Stadtteil von Albstadt im Zollernalbkreis in Baden-Württemberg. Es stellte unter den Marken „Ahorn“ und „Blickle’s International“ Sportkleidung, vor allem Polohemden, Tennis-, Jogging- und Freizeitkleidung her und vertrieb sie auch. Das Unternehmen bestand von 1876 bis 1990.

## Geschichte

### Anfänge
Baltasar Blickle (* 6. Februar 1851; † 10. August 1885) gründete das Unternehmen im Jahr 1876. Er kaufte zusammen mit seinem Bruder Jakob eine 32-zöllige Rundstrickmaschine, die noch von Hand bedient wurde. Die Brüder arbeiteten gemeinsam an dieser Maschine. Doch im gleichen Jahr trennten sie sich wieder. In einem Losentscheid fiel die Maschine an Jakob Blickle.
Schon wenige Wochen später erwarb Baltasar Blickle mit Unterstützung seines Schwiegervaters eine andere Rundstrickmaschine zur Herstellung von Gaufré-Stoffen, das sind Stoffe mit Kreppeffekt, die der Herstellung von Röcken dienten. Wie auf der Schwäbischen Alb nicht gerade selten, wurde der Rundstrickmaschine in der Wohnstube von Baltasar Blickle und seiner Frau Salome aufgestellt. Die Eheleute Blickle arbeiteten beide an der Maschine. Die Fertigung erfolgte zunächst im Lohnauftrag für die Firma Liebmann & Levi aus Hechingen, die die Garne lieferte und den verarbeiteten Stoff wieder abnahm. Noch im gleichen Jahr schafften die Eheleute eine Nähmaschine an, so dass die Röcke auch konfektioniert, verpackt und ausgeliefert werden konnten. Im Jahre 1877 wurde bereits der erste Mitarbeiter eingestellt, ein Verwandter.
1884 erwarb das Ehepaar Blickle von Liebmann & Levi zehn 36-zöllige Rundstrickmaschinen. Ein Neubau wurde notwendig, um die Maschinen aufzunehmen.

### Balth. Blickle’s Wwe.
Baltasar Blickle starb am 10. August 1885 im Alter von 34 Jahren. Seine Witwe Salome führte den Betrieb fort und stellte ihn von einer Lohnfertigung auf eine Eigenfertigung um. Sie bewirkte auch die Ersteintragung des Unternehmens im Handelsregister unter Balth. Blickle’s Wwe. Salome Blickle erweiterte das Produktionsprogramm wesentlich: Damenunterröcke, Herren- und Damenunterhosen, Kinderanzügen, Herren- und Damenjacken sowie Hemden kamen hinzu.

### Expansion
Im Jahr 1900 übernahmen ihre Söhne Hans und Rudolf Blickle die Leitung des Unternehmens. Da die Nachfrage nach den Produkten des Unternehmens in dem Betrieb in Tailfingen nicht mehr befriedigt werden konnte, wurden drei Filialen in Neufra und Trochtelfingen gegründet.
1909 erstellten sie einen Fabrikneubau in der Hechinger Straße 43 in Tailfingen, der bis zum Jahre 1990 der Sitz des Unternehmens war.
Schon vor dem Ersten Weltkrieg exportierte das Unternehmen seine Produkte, bevorzugt nach Großbritannien. Dies führte jedoch im Krieg zu Verlusten, da Forderungen und Kontoguthaben verloren gingen. Die alten Lieferbeziehungen wurden jedoch nach dem Krieg wieder aufgenommen und brachten gute Erträge, so dass bereits 1921 in Tailfingen ein weiteres Fertigungsgebäude in der Dorotheenstraße 31 erstellt wurde.
In den 1930er Jahren rückte die dritte Familiengeneration im Unternehmen nach, nämlich Edi und Paul Blickle, die Söhne von Hans Blickle sowie Rudolf und Arthur Blickle, die Söhne von Werner Blickle.

### Die Nachkriegszeit
Den Zweiten Weltkrieg überstand das Unternehmen glimpflich. Die Fabrikgebäude kamen nicht zu Schaden, dagegen demontierte die französische Besatzungsmacht am 22. Mai 1945 15 die neuesten Spezialmaschinen, sechs Interlockmaschinen sowie einen kompletten Krempelsatz und zwei Selfaktoren. Damit brach die Produktion zusammen. Dem Unternehmen gelang es jedoch, den Maschinenbestand wieder aufzustocken.
Die Nachkriegsjahre führten zu einer starken Nachfrage, die am Standort in Tailfingen nicht mehr befriedigt werden konnte. So wurde 1949 in Empfingen das Gasthaus zum Bären erworben und dort eine Nähereifiliale eingerichtet. Diese wurde auch bald zu klein, deshalb wurde 1954 in Empfingen ein Fabrikneubau erstellt.
Weitere Nähereifilialen wurden errichtet: 1950 in Zillhausen, 1959 in Ostrach und Herdwangen sowie 1960 in Rohrdorf. Im lothringischen Sarrebourg wurde die Tochtergesellschaft Blickle’s International France S.A.R.L. gegründet.

### Marken
Das Unternehmen wurde mit seinen Marken „Ahorn“ und „Blickle’s International“ im Markt bekannt. Die Produktpalette umfasst Sportkleidung, vor allem Tennis- und Jogginganzüge, aber auch Freizeitanzüge und vor allem Polohemden. 1985 beschäftigte das Unternehmen über 400 Arbeitnehmer.

### Niedergang
Das Unternehmen befand sich Ende der 1980er Jahre nunmehr in den Händen der vierten Familiengeneration. Geschäftsführer und persönlich haftende Gesellschafter waren nunmehr Rudolf und Jürgen Blickle. Sie spürten den Importdruck aus den Billiglohnländern. Es wurde immer schwieriger, eine Vollfertigung von Kleidungsstücken in Deutschland aufrechtzuerhalten. Die beiden Vertriebsmarken waren nicht so bekannt, dass sie hochpreisig durchsetzbar gewesen wären. Diese Entwicklung führte dazu, dass die meisten Filialen geschlossen wurden.
1988 wurde das Unternehmen in eine GmbH & Co. KG umgewandelt. Rudolf und Jürgen Blickle schieden als Komplementäre aus. Dafür trat die neugegründete Balth. Blickle’s Wwe. Verwaltungs GmbH in die bestehende Kommanditgesellschaft als persönlich haftende Gesellschafterin ein. Rudolf und Jürgen Blickle blieben jedoch Geschäftsführer.
Der Niedergang des Unternehmens konnte dadurch jedoch nicht vermieden werden. Während 1987 noch ein Umsatz von 30,8 Mio. und ein Gewinn von 0,7 Mio. DM erzielt wurde, ging der Umsatz 1988 auf 22,7 Mio. und 1989 auf 20,2 Mio. DM zurück. Die Verluste beliefen sich jetzt auf 1,8 bzw. 2,5 Mio. DM in diesen beiden Jahren.
Versuche, das Unternehmen zu sanieren, scheiterte. In der Produktion wurden Arbeitsplätze eingespart. Dies war jedoch bei weitem nicht ausreichend, zumal sich auch die Mode änderte und am Markt die Polohemden durch Sweatshirts und T-Shirts ersetzt wurden. Das Unternehmen war diesem Modetrend nicht rechtzeitig gefolgt.

### Gerichtliches Vergleichsverfahren
Die Geschäftsführung beantragte am 26. Oktober 1989 beim Amtsgericht Albstadt die Eröffnung des gerichtlichen Vergleichsverfahrens zur Abwendung des Konkurses. Das Gericht bestellte den Stuttgarter Rechtsanwalt Volker Grub zum vorläufigen Vergleichsverwalter. Von der Insolvenz waren vier Standorte betroffen: Die zwei Werke in Tailfingen, das Werk in Empfingen sowie die Tochtergesellschaft in Sarrebourg. Das Unternehmen beschäftigte noch 190 Arbeitnehmer, davon 129 gewerbliche und 61 angestellte Arbeitnehmer. Die Tochtergesellschaft in Frankreich beschäftigte noch 100 Arbeitnehmer.
Im Hinblick auf die harte Konkurrenz aus den Billiglohnländern und dem Ausbleiben von Interessenten für die Übernahme des Unternehmens waren der vorläufige Vergleichsverwalter und die Geschäftsführung einig, es im Zuge eines Konkursverfahrens stillzulegen. Das Amtsgericht Balingen eröffnete am 15. Dezember 1989 das Anschlusskonkursverfahren. Grub wurde auch zum Konkursverwalter bestellt.

### Konkurs
Der Konkursverwalter verfügte die Stilllegung der Produktion zum 31. Dezember 1989 mit Ausnahme des Produktionswerkes in Empfingen, das er mit einem Vertrag vom 20. Dezember 1989 an die Firma Intex Dessous GmbH in Alzey verkaufte. Intex übernahm 28 Arbeitnehmer des Werkes Empfingen, das ursprünglich 100 Arbeitnehmer beschäftigte.
Die Tochtergesellschaft in Sarrebourg, die 100 Mitarbeiter beschäftigte, wurde im Wege eines Managements-Buy-outs von dem Geschäftsführer Daniel Chaufette übernommen. Er fand für diese Übernahme einen deutschen Partner, die Firma Fürstenberg in Göppingen. Übernommen wurden jedoch nur 25 Arbeitnehmer.
Der Grundbesitz des Unternehmens in Tailfingen sowie das Fabrikanwesen in Empfingen wurden ebenfalls verwertet. Darunter befand sich auch das Stammhaus des Unternehmens in der Hechinger Straße 43 in Tailfingen, das an eine Privatinvestorin zu einem verhältnismäßig niederen Kaufpreis veräußert wurde, da es zahlreiche Mängel aufwies.
Das Konkursverfahren wurde 1994 beendet. Auf die Konkursforderungen in Höhe von 9,5 Mio. DM wurde eine Quote von 73 % ausgeschüttet.

## Heute
Im Oktober 2019 berichtete die Presse, dass das ehemals denkmalgeschützte Fabrikgebäude von Balth. Blickle’s Wwe. an der Hechinger Str. 43 in Tailfingen einsturzgefährdet sei und daher alle angrenzenden Verkehrswege gesperrt und eine Umleitung für den Verkehr auf der Hechinger Straße eingerichtet wurde. Im Gebäude würden Sanierungsarbeiten durchgeführt. Der verantwortliche Architekt Friedrich Rau sprach von einem sich zerbröselnden Bauwerk. Die Statik sei nicht mehr in Ordnung, nachdem ein Nachbargebäude vor vielen Jahren abgerissen wurde, an den sich das Bauwerk angelehnt hatte.